# Phyllocycla elongata
Phyllocycla elongata är en trollsländeart som först beskrevs av Selys 1858.  Phyllocycla elongata ingår i släktet Phyllocycla och familjen flodtrollsländor. Inga underarter finns listade i Catalogue of Life.